# Charinus cubensis
Charinus cubensis är en spindeldjursart som först beskrevs av Quintero 1983.  Charinus cubensis ingår i släktet Charinus och familjen Charinidae. Inga underarter finns listade i Catalogue of Life.